# ثليغونم
ثِليغونُم أو ثَلْغُون (الاسم العلمي: Theligonum)، جنس نباتات من فصيلة الفوية. وصفهُ كارل لينيوس في عام 1753. تمتد أعطانه من ماكرونيزيا إلى حوض البحر الأبيض المتوسط، ومن الصين إلى شرق آسيا المعتدل. هو جنس الوحيد في قبيلة ثليغونماوات.